# Schwerdtbreen
De Schwerdtbreen is een gletsjer op het eiland Edgeøya, dat deel uitmaakt van de Noorse eilandengroep Spitsbergen.
De gletsjer is vernoemd naar auteur Heindrich Schwerd (1810-1888).

## Geografie
De gletsjer is zuid-noord georiënteerd en heeft een lengte van meer dan twee kilometer. Hij komt vanaf de gletsjer Digerfonna en mondt uiteindelijk via gletsjerrivieren uit in het fjord Storfjorden.
Ten noordoosten van de gletsjer ligt de gletsjer Philippibreen.